# Max-Planck-Institut für Sonnensystemforschung

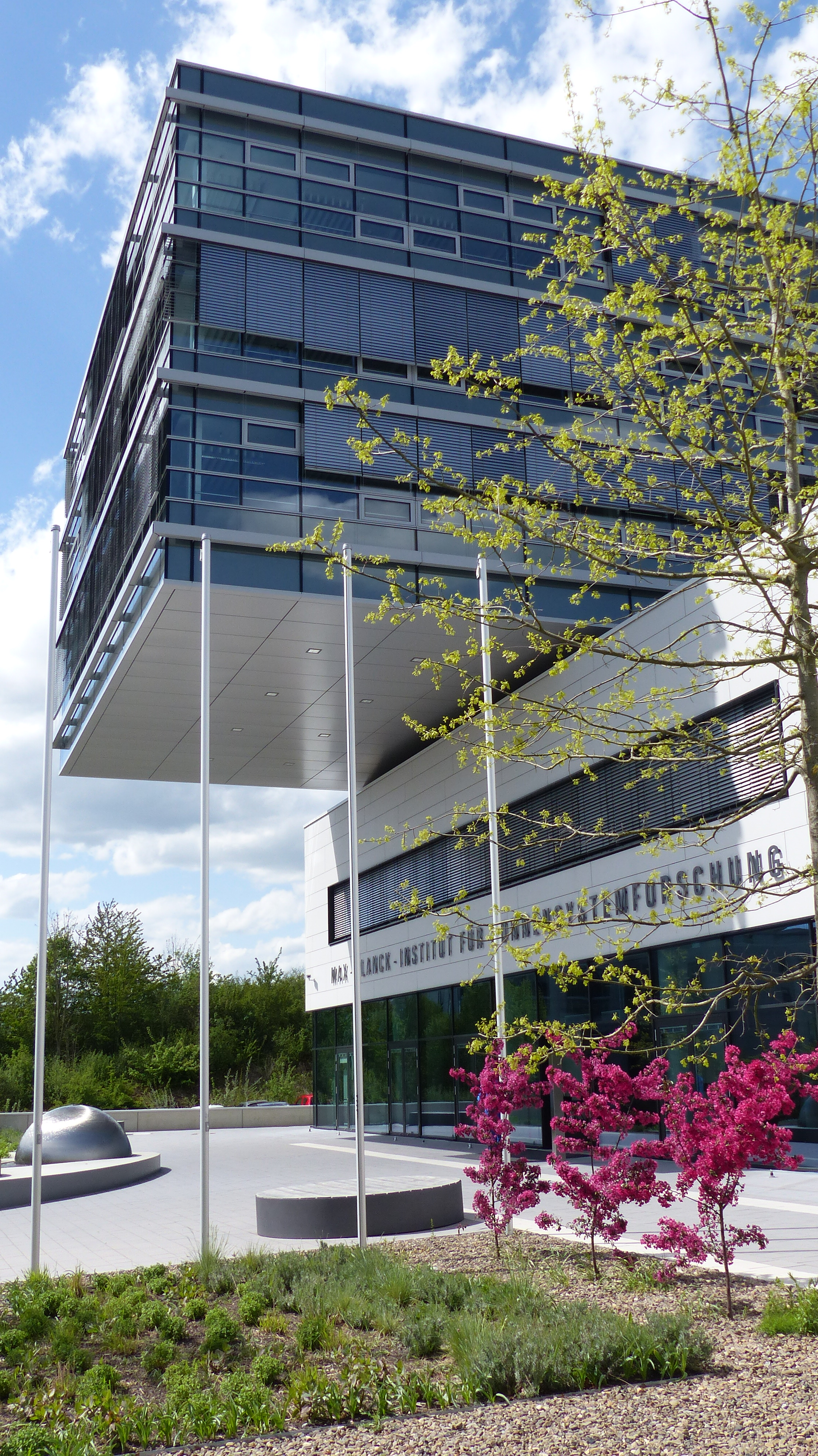
Gebäude des Instituts

Das Max-Planck-Institut für Sonnensystemforschung (MPS) ist eine Forschungseinrichtung für Astronomie und Astrophysik. Es ist Teil der Max-Planck-Gesellschaft und hat seinen Sitz in Göttingen.
Bis 2004 hieß das Institut Max-Planck-Institut für Aeronomie. Es geht zurück auf zwei Vorläuferinstitutionen, das Max-Planck-Institut für Physik der Stratosphäre und das Institut für Ionosphärenforschung in der Max-Planck-Gesellschaft.

## Geschichte

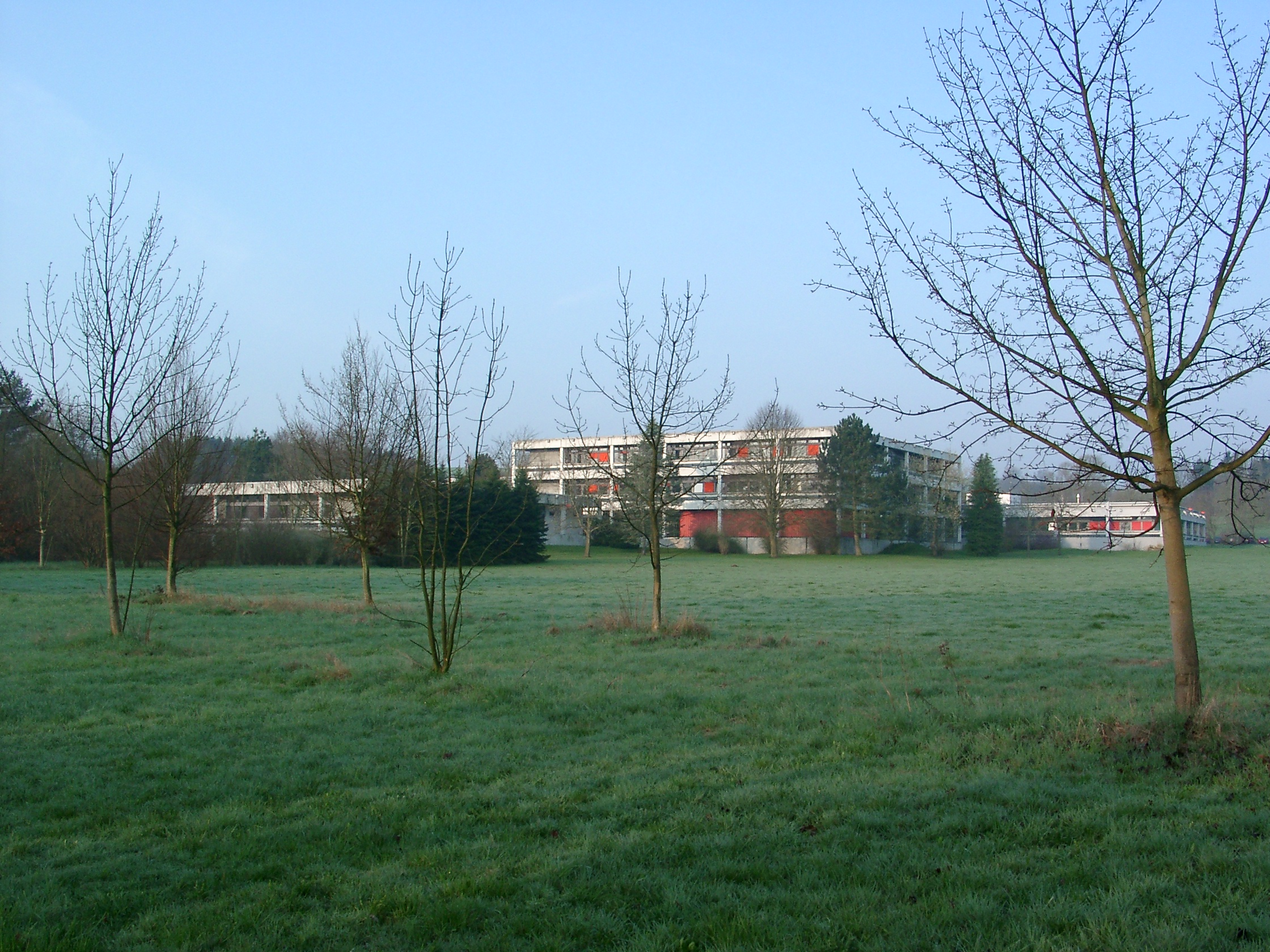
Das MPS in Katlenburg-Lindau (2006)

Der seit 1934 an der Erprobungsstelle der Luftwaffe in Rechlin an der Müritz beschäftigte Walter Dieminger untersuchte dort in der Sondergruppe Funk die Ausbreitung elektromagnetischer Wellen in der Atmosphäre. Eine Ionosphärenbeobachtungsstelle entstand zuerst in Rechlin, ab 1940 dann in Tromsø, Kjeller, Meudon, Syrakus und Nikolajew. Die Stationen machten laufend Messungen mit Ionosonden und beobachteten auch die Schwankungen des Erdmagnetfelds. Das Personal stellte eine eigene Luftnachrichten-Kompanie, deren Chef bis Ende 1944 Walter Grotrian war. Die Messdaten der Stationen wurden ab 1940 von einem Funkvorhersage- und Warn-Dienst genutzt. 1942 wurden alle Dienste zusammengefasst in einer Zentralstelle für Funkberatung unter Diemingers Leitung, Ab 1943 war die Zentrale im niederösterreichischen Leobersdorf. Die im Herbst 1944 nach Ried im Innkreis evakuierte Zentralstelle wurde dort vereinigt mit dem Fraunhofer-Institut der Reichsstelle für Hochfrequenzforschung aus Freiburg, dessen Leitung Dieminger ebenfalls kommissarisch übernahm.
Nach Kriegsende bewirkte der britische Forscher William Roy Piggott im Spätsommer 1945 die Verlagerung des Kerns der Einrichtung nach Lindau (Harz) in der britischen Besatzungszone, wo sie mit Sitz im Mushaus Lindau im März 1946 den Namen Fraunhofer-Institut für Hochfrequenzforschung erhielt. Die Evakuierung wurde von der RAF unter Wingcommander Eric Ackerman durchgeführt. Seine ELINT Abteilung war mit der Aufklärung des russischen Funkverkehrs befasst und benötigte die Funkausbreitungsvorhersagen der Zentralstelle für Funkberatung dringend.  Eine Forschung ließen die britischen Besatzungsbehörden zunächst nicht zu, das Institut produzierte Geräte für den Verkauf.
Im April 1947 wurde das Institut als Fraunhofer-Radio-Institut in der Kaiser-Wilhelm-Gesellschaft der Verwaltung der Kaiser-Wilhelm-Gesellschaft unterstellt und die Forschung wieder zugelassen. 1948 ging die Verwaltung an die Max-Planck-Gesellschaft über. Im Januar 1949 erfolgte die Umbenennung in Institut für Ionosphärenforschung in der Verwaltung der Max-Planck-Gesellschaft, im Oktober 1951 wurde das Institut als Institut für Ionosphärenforschung in der Max-Planck-Gesellschaft schließlich vollständig in die Max-Planck-Gesellschaft eingegliedert.
Im Dezember 1937 hatte der von den Nationalsozialisten seines Lehrstuhls für Physik an der Technischen Hochschule Stuttgart enthobene Erich Regener in Friedrichshafen die private Forschungsstelle für Physik der Stratosphäre gegründet, musste sie aber bereits im April 1938 in die Kaiser-Wilhelm-Gesellschaft integrieren. Der Aufnahmebeschluss des Senats der Gesellschaft für die Forschungsstelle für Physik der Stratosphäre in der Kaiser-Wilhelm-Gesellschaft wurde nachträglich am 30. Mai 1938 gefasst. Die Forschungsstelle entwickelte zur Höhenforschung unter anderem eine wissenschaftliche Nutzlast für das Aggregat 4 (A4) – auch unter der Bezeichnung „V2“ bekannt. 1944 musste die Forschungsstelle kriegsbedingt nach Weißenau (heute Ravensburg) verlegt werden.
1949 übernahm die Max-Planck-Gesellschaft die Forschungsstelle, die 1952 zum Max-Planck-Institut für Physik der Stratosphäre wurde. Mit der Berufung des Göttinger Professors Julius Bartels 1955 zum neuen Direktor ging die Verlagerung des Instituts an den Standort Lindau am Harz einher, wo bereits das Institut für Ionosphärenforschung ansässig war.
1956 wurden die beiden Institute im Max-Planck-Institut für Physik der Stratosphäre und der Ionosphäre zusammengefasst, innerhalb dessen sie aber als Teilinstitute wissenschaftlich selbständig blieben. 1958 wurde das Institut in Max-Planck-Institut für Aeronomie (MPAe) umbenannt, die Teilinstitute in Institut für Ionosphärenphysik bzw. Institut für Stratosphärenphysik. Dieminger und Bartels wurden Co-Direktoren. Nach Diemingers Emeritierung als letztem der beiden ursprünglichen Direktoren wurden die Teilinstitute 1975 vereinigt und stattdessen eine Abteilungsstruktur geschaffen.
Der Forschungsschwerpunkt verlagerte sich in der Folge zunehmend auf Atmosphäre, Ionosphäre und Magnetosphäre extraterrestrischer Körper einschließlich der Sonnenatmosphäre, des interplanetaren Mediums und der Strahlung in allen diesen Bereichen. Die äußerst erfolgreichen Missionen von Galileo  und SOHO fallen in diese Zeit. Die Veränderungen im Rahmen der Wiedervereinigung mit dem Aufbau neuer Max-Planck-Institute in den neuen Ländern erzwangen die Schließung von Instituten in den alten Ländern, wovon zunächst auch das Institut für Aeronomie betroffen sein sollte. Unter anderem die schon zugesagten Kooperationen im Rahmen der Rosetta-Mission waren jedoch ein Argument gegen die vollständige Schließung. 1997 beschloss die Max-Planck-Gesellschaft für das Institut für Aeronomie eine Konzentration auf die Sonnen- und Planetenphysik und eine Teilschließung des Instituts mit einer mittelfristigen Reduzierung von vier auf zwei Direktoren mit den anstehenden Emeritierungen 2004 und 2007. Im Jahre 2004 wurde das Max-Planck-Institut für Aeronomie in Anpassung an die veränderten Aufgaben in Max-Planck-Institut für Sonnensystemforschung umbenannt.

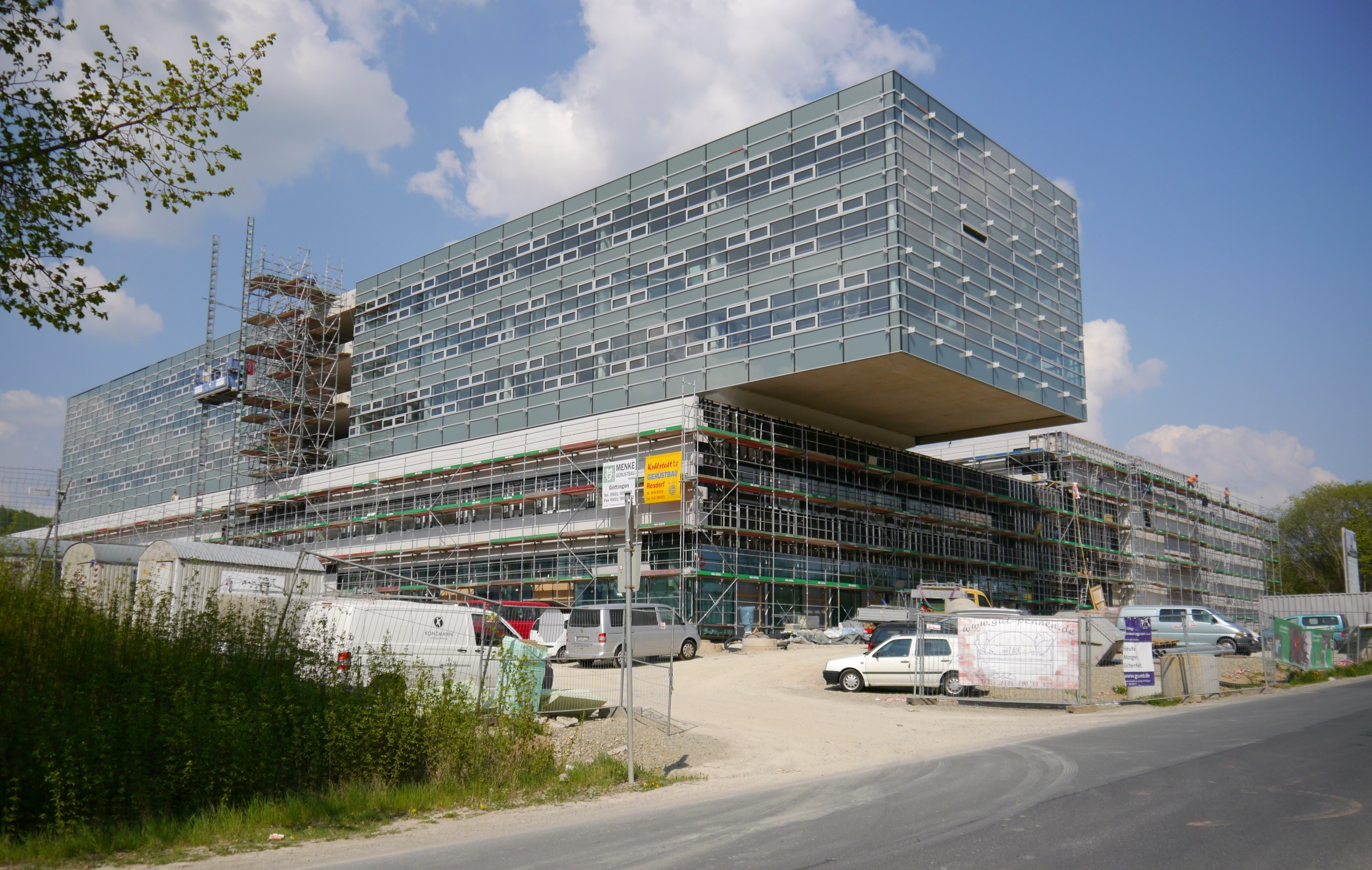
Der Standort in Göttingen

Im Dezember 2009 wurde der Beschluss gefasst, dass das MPS 2014 nach Göttingen umzieht.

## Forschung
Das Institut ist in drei Abteilungen untergliedert, die jeweils einen anderen Forschungsschwerpunkt haben. Neben der Forschungstätigkeit ist ein weiterer bedeutender Bereich die Entwicklung und Konstruktion von Instrumenten für Weltraummissionen.

### Sonne und Heliosphäre
Forschungsinhalte der Abteilung sind das Sonneninnere, die Sonnenatmosphäre, das solare Magnetfeld, die Heliosphäre und das interplanetare Medium sowie Strahlung und energiereiche Teilchen von der Sonne. Die Abteilung trägt maßgeblich zur ESA-Mission Solar Orbiter bei. Neben zahlreichen weiteren Beteiligungen an Weltraummissionen leitet die Abteilung die Ballonmission Sunrise, ein ballongetragenes Observatorium, das die Sonne aus einer Flughöhe von etwa 35 km untersucht.

### Planeten und Kometen
Die Abteilung untersucht das Innere, die Oberflächen, Atmosphären, Ionosphären und Magnetosphären der Planeten, deren Ringe und Monde, sowie Kometen und Asteroiden. Zu den wichtigsten Weltraummissionen, zu denen die Abteilung aktuell beiträgt oder beigetragen hat, zählen die Missionen JUICE ins Jupitersystem, BepiColombo zum Merkur und Insight zum Mars. Weitere bedeutende Missionen mit MPS-Beteiligung sind Rosetta zum Kometen Churyumov-Gerasimenko sowie Dawn zum Asteroidengürtel.

### Inneres der Sonne und der Sterne
Die Abteilung beschäftigt sich mit der inneren Struktur und Dynamik der Sonne und der Sterne. Dafür nutzt sie Methoden der Helio- und Asteroseismologie. Auf diese Weise lässt sich die Theorie der Sternenstruktur und -evolution überprüfen und weiterentwickeln, und dadurch einem Verständnis des solaren und stellaren Magnetismus näherkommen. Die Abteilung betreibt das Deutsche Datenzentrum der NASA-Mission Solar Dynamics Observatory und bereitet die Einrichtung des Datenzentrums für ESA’s Exoplaneten-Mission PLATO vor.

## Projekte
Das Institut arbeitet an vielen internationalen Wissenschaftsprojekten. An Weltraummissionen beteiligt sich das MPS bei der Entwicklung von Instrumenten, die zum Teil vom Institut geleitet werden, bei der Bereitstellung von Ressourcen zur Datenauswertung sowie bei der theoretischen Forschungsarbeit.
Laufende und zukünftige Weltraummissionen sind:
- BepiColombo
- Cluster
- ExoMars
- InSight
- JUICE
- Mars Express
- Solar Orbiter
- SOHO
- STEREO
- SDO
- PLATO
- Sunrise

Abgeschlossene Weltraummissionen sind unter anderem:
- Phoenix
- Cassini/Huygens
- Chandrayaan-1
- Dawn
- Galileo
- Geotail
- Giotto
- Herschel
- Venus Express
- Pathfinder
- Rosetta
- Spacelab
- Helios
- Ulysses
- SOFIA

## International Max Planck Research School (IMPRS)
Die seit 2002 bestehende International Max Planck Research School for Solar System Science ist ein englischsprachiges Promotionsprogramm in Physik. In der IMPRS bieten das MPS und die Universität Göttingen ein dreijähriges strukturiertes Graduiertenprogramm an, an dem ständig etwa 40 Doktoranden teilnehmen.